# Adolfo Ferrari
Pour les articles homonymes, voir Ferrari.
Adolfo Ferrari, également appelé Alfo ou Alfio (né le 20 septembre 1924 à Sospiro et mort le 30 novembre 1998 à Sospiro) est un coureur cycliste italien. Il a été champion du monde sur route amateur en 1947.

## Palmarès
- 1946
  - GP Agostano
- 1947
  -  Champion du monde sur route amateur
  -  Champion d'Italie sur route amateur
- 1948
  -  Champion d'Italie sur route amateur
  - 9e de la course en ligne des Jeux olympiques
- 1950
  -  Champion d'Italie sur route amateur
  - 3e du championnat du monde sur route amateur
  - 7e du Tour de Lombardie
- 1952
  - 3e de Milan-Vignola
  - 3e de Milan-Turin

### Tour d'Italie
- 1952 : abandon
- 1953 : abandon